# The Good Nurse
The Good Nurse (em português: O Enfermeiro da Noite) é um filme de drama estadunidense de 2022, estrelado por Jessica Chastain e Eddie Redmayne, e mostra a história do serial killer Charles Cullen e de sua colega enfermeira, Amy Loughren, que passa a suspeitar de seus crimes. O filme é baseado no livro de crimes reais homônimo de 2013, escrito por Charles Graeber. É dirigido por Tobias Lindholm, com roteiro de Krysty Wilson-Cairns. O filme também é estrelado por Nnamdi Asomugha, Kim Dickens e Noah Emmerich.
The Good Nurse teve sua estreia mundial no 47.º Festival Internacional de Cinema de Toronto, em 11 de setembro de 2022, e foi apresentado em cinemas selecionados em 19 de outubro de 2022, antes de seu lançamento na Netflix, em 26 de outubro de 2022. O filme recebeu avaliações positivas da crítica, com elogios particulares à atuação de Redmayne, pelo qual foi indicado ao Globo de Ouro, ao British Academy Film Award e ao Screen Actors Guild Award.
Em 11 de novembro de 2022, foi lançado um documentário intitulado Capturing the Killer Nurse, com as pessoas reais do caso e que revela como as investigações provaram que o enfermeiro Charles Cullen matava pacientes e quase conseguiu escapar impune.

## Enredo
Em 2003, Amy Loughren, uma mãe solteira e enfermeira da UTI do Parkfield Memorial Hospital, em Nova Jersey, sofre de cardiomiopatia, sem que ninguém no hospital saiba, pois ela tem medo de ser demitida pela doença. Por não ter plano de saúde, Amy não tem outra escolha senão permanecer trabalhando por mais quatro meses antes de conseguir o seguro para pagar um transplante de coração. O hospital contrata o experiente enfermeiro Charles Cullen para ajudá-la no turno da noite, e eles rapidamente se tornam bons amigos. Charlie descobre a condição de saúde de Amy, mas é solidário e concorda em manter a questão em segredo.
Quando a paciente idosa Ana Martinez, que estava sob os cuidados de Amy e Charlie, morre repentinamente, o conselho de administração do hospital entra em contato com a polícia estadual, representada pelos detetives Danny Baldwin e Tim Braun. No entanto, o conselho, liderado pela gerente de risco Linda Garran, rapidamente diminui a importância do fato, alegando que a morte não havia sido causada intencionalmente, e que o motivo para a denúncia era para simplesmente cumprir os protocolos de saúde. Baldwin fica desconfiado da situação, após notar que a morte de Martinez havia sido reportada somente após sete semanas do ocorrido, e após o corpo ter sido cremado. Ele se concentra em Charlie, e descobre que este havia sido condenado por acusações de menor gravidade em 1995. Eles fazem perguntas a Amy, e ela percebe que Martinez, que não era diabética, havia recebido insulina, conforme exames que mostravam baixos níveis de peptídeo C em seu organismo. Questionada sobre o caráter de seu colega Charlie, Amy contesta os policiais.
Baldwin e Braun tentam entrar em contato com os hospitais onde Charlie havia trabalhado anteriormente, mas nenhum deles está disposto a cooperar. O hospital Parkfield finalmente compartilha os resultados de sua investigação com a polícia, mas Baldwin percebe que estão incompletos, e confronta Garran; isso faz com que ele e Braun sejam expulsos do hospital. Enquanto isso, depois que Kelly Anderson, outra paciente da UTI, sofre uma convulsão e morre de forma inexplicável, Amy descobre que ela também havia recebido insulina na noite anterior. Desconfiada, ela entra em contato com uma velha amiga, Lori, uma colega enfermeira que havia trabalhado com Charlie em outro hospital. Lori revela que, durante o período em que Charlie havia estado no emprego, muitas pessoas morreram subitamente na ala em que ele trabalhava, e em várias delas havia sido encontrada insulina. Chocada, Amy invade o estoque de medicamentos de Parkfield, descobrindo que várias bolsas de soro continham perfurações, o que indicava haverem sido contaminadas.
Finalmente convencida sobre o envolvimento de Charlie, ela alerta os detetives, que persuadem o marido de Kelly a pedir a exumação do corpo para a realização de uma autópsia; esta revela que a morte havia sido causada por uma combinação de insulina e digoxina. Enquanto isso, Garran demite Charlie sob o pretexto de ter encontrado pequenas discrepâncias em seu currículo. Em uma tentativa de convencer o enfermeiro a revelar suas ações, Baldwin e Braun pedem a Amy para marcar um encontro com Charlie; porém quando ela pergunta sobre sua demissão de Parkfield, ele reage de forma agressiva.
A polícia o persegue e prende, mas não consegue fazer com que ele confesse no interrogatório; Amy, com medo de vê-lo solto, se oferece para falar com Charlie. Os dois têm uma conversa calorosa, e Amy pede a ele que diga a verdade. Após pensar um pouco, Charlie confessa, afirmando que ele simplesmente "havia feito aquilo". Quando Amy pergunta o motivo, ele diz: "Porque ninguém me impediu."
Os créditos ao final do filme revelam que Charlie foi condenado a 18 sentenças consecutivas de prisão perpétua, pelo assassinato de 29 pacientes, mas que o número real poderia chegar a 400. Amy fez a cirurgia cardíaca e agora mora na Flórida, com suas filhas e netos.

## Elenco
- Jessica Chastain, como Amy Loughren, mãe solteira e enfermeira do Parkfield Memorial Hospital, que também é portadora de uma cardiomiopatia.
- Eddie Redmayne, como Charles Cullen, um enfermeiro experiente, que é novo na equipe médica de Parkfield, e secretamente um assassino em série prolífico.
- Nnamdi Asomugha, como Danny Baldwin, um detetive da polícia estadual, designado para investigar o caso das mortes misteriosas em Parkfield.
- Noah Emmerich, como Tim Braun, outro detetive da polícia estadual e parceiro de Baldwin, também designado para investigar o caso Parkfield.
- Kim Dickens como Linda Garran, gerente de risco de Parkfield e ex-enfermeira, que busca preservar a reputação do hospital após as mortes.
- Malik Yoba, como Sam Johnson, o chefe da polícia local, superior de Braun e Baldwin.
- Maria Dizzia, como Lori, uma amiga e ex-colega de trabalho de Amy.

## Produção
O filme foi anunciado em novembro de 2016. Tobias Lindholm foi escalado para a direção e Krysty Wilson-Cairns para o roteiro, adaptado o livro de não ficção de Charles Graeber de 2013, The Good Nurse: A True Story of Medicine, Madness, and Murder. Inicialmente, a Lionsgate havia sido definida para a distribuição. Em agosto de 2018, Jessica Chastain e Eddie Redmayne entraram em negociações para estrelar o filme.
Nenhum outro desdobramento sobre o filme foi anunciado até fevereiro de 2020, quando Chastain e Redmayne foram confirmados para estrelar, com a Lionsgate deixando de estar envolvida. A Netflix entrou em negociações para comprar os direitos de distribuição mundial do filme, por US$ 25 milhões.
Em março de 2021, Nnamdi Asomugha foi adicionado ao elenco e, em abril, entraram Noah Emmerich e Kim Dickens.
As filmagens começaram em 12 de abril de 2021, em Stamford, Connecticut.

## Recepção
No agregador de críticas Rotten Tomatoes, 75% das 162 críticas são positivas, com uma classificação média de 6,6/10. O consenso do site diz: "The Good Nurse é prejudicado por diálogos empolados e elementos irrealistas da história, mas esses problemas são compensados pelo excelente trabalho de um par de protagonistas talentosos." O Metacritic, que usa média ponderada, atribuiu ao filme uma pontuação de 65 em 100, com base em 38 críticas, indicando "avaliações geralmente favoráveis".
The Good Nurse foi o filme mais visto na Netflix em 27 de outubro de 2022, um dia após seu lançamento. Em sua primeira semana, estreou como número um no Top 10 da Netflix, com 68,31 milhões de horas de visualização, e estando entre os 10 filmes mais vistos em 93 países. Na semana seguinte, teve 36,78 milhões de horas de visualização, caindo para o segundo lugar, atrás de Enola Holmes 2.

## Premiações
| Prêmio                                                   | Data da indicação       | Categoria                         | Recipiente(s)    | Resultado | Ref.   |
| -------------------------------------------------------- | ----------------------- | --------------------------------- | ---------------- | --------- | ------ |
| Golden Globe Awards                                      | 10 de janeiro de 2023   | Melhor Ator Coadjuvante em Cinema | Eddie Redmayne   | Indicado  | [ 19 ] |
| Greater Western New York Film Critics Association Awards | 30 de dezembro de 2022  | Melhor Ator Coadjuvante           | Eddie Redmayne   | Indicado  | [ 20 ] |
| Satellite Awards                                         | 11 de fevereiro de 2023 | Melhor Atriz em Cinema            | Jessica Chastain | Indicado  | [ 21 ] |
| Satellite Awards                                         | 11 de fevereiro de 2023 | Melhor Ator Coadjuvante no Cinema | Eddie Redmayne   | Indicado  | [ 21 ] |
| British Academy Film Awards                              | 19 de fevereiro de 2023 | Melhor Ator Coadjuvante em Cinema | Eddie Redmayne   | Indicado  | [ 22 ] |
| Screen Actors Guild Awards                               | 26 de fevereiro de 2023 | Melhor Aror Secundário em Cinema  | Eddie Redmayne   | Indicado  | [ 23 ] |